# Der Sturm
Der Sturm (títol original en alemany, en català La tempesta) és una obra dramaticomusical en tres actes composta  per Frank Martin sobre un llibret en alemany del mateix compositor, basat en La tempesta de William Shakespeare. Es va estrenar el 17 de juny de 1956 al Wiener Staatsoper d'Innere Stadt.